# Union républicaine (France)
Pour les articles homonymes, voir Union républicaine.
Le groupe parlementaire de l'Union républicaine est créé de façon informelle à l'issue des premières élections législatives de la Troisième République, en 1871. Mené à l’Assemblée nationale puis à la Chambre des députés par Léon Gambetta, le groupe disparaît en 1885, avant d’être relancé en 1905 puis 1911, avec une orientation plus centriste. Il existe également un groupe de l’Union républicaine au Sénat de 1876 à la fin de la Troisième République.

## À l’Assemblée nationale puis à la Chambre des députés

### Aile gauche des républicains en 1871
En février 1871, à ses débuts, le groupe rassemble les républicains radicaux opposés à la signature de la paix avec l'Empire allemand. Mené par Gambetta, il compte des figures comme Louis Blanc, Victor Hugo, Giuseppe Garibaldi, Edgar Quinet (dans l'ordre d'élection), ainsi que Pierre Waldeck-Rousseau, Alphonse Gent, Émile Littré, Charles Floquet, Georges Clemenceau, Arthur Ranc, Gustave Courbet ou Jacques Duvigneau.

### Mouvement de recentrage
Progressivement, le groupe se rapproche des républicains modérés, ce qui entraîne la scission de l'Extrême gauche radicale (Georges Clemenceau) en 1876.
Pendant le ministère Gambetta (1881-1882), René Goblet se détache du groupe en fondant la Gauche radicale. À la chute du gouvernement, le groupe compte 174 députés et se transforme en un véritable groupe parlementaire structuré. Elle se définit comme « un groupe de travailleurs indépendants, décidés à mettre les questions de progrès et de réformes au-dessus de toutes les questions de personnes. ». Hervé Mangon est élu à la première présidence et Louis Greppo à la vice-présidence.

### Disparition en 1885
Après les élections législatives de 1885, qui marquent un recul important du camp républicain au profit de la droite, l'Union républicaine représente, avec l'Union démocratique, les modérés (ou « opportunistes »), concurrencés sur leur gauche par l'Extrême gauche et la gauche radicale. Afin de peser plus à la Chambre des députés, les deux groupes fusionnent avec celui du centre gauche pour former l'Union des gauches.

### Dissidences des républicains progressistes

#### Union progressiste
En 1894, le gambettiste Gustave Isambert crée l'Union progressiste, qui se veut l'héritière de l'Union républicaine de 1871-1885.

#### Union républicaine (1905-1910)
Le 2 mars 1905, des dissidents du groupe des républicains progressistes opposés à l'opposition systématique de la Fédération républicaine, créent un nouveau groupe « Union républicaine » afin de se rapprocher de l'Union démocratique, qui a succédé à l'Union progressiste.
Ce deuxième groupe, dirigé par Paul Bignon, Jules Legrand et Émile Coache, est reconduit après les législatives de 1906 et compte une quarantaine de membres (inscrits parallèlement dans d'autres groupes) jusqu'en 1910.

#### Union républicaine (1911-1914)
Une troisième Union républicaine est créée le 25 mars 1911 par de nouveaux dissidents issus de l'aile gauche des républicains progressistes, hostiles à un rapprochement de la Fédération républicaine avec la droite ralliée. En 1914, la majorité de ses membres forment la Gauche démocratique.

### Résultats électoraux
| Année | Résultats | Résultats | Résultats | Sièges    | +/– | Chef de file    |
| Année | Voix      | %         | Rang      | Sièges    | +/– | Chef de file    |
| ----- | --------- | --------- | --------- | --------- | --- | --------------- |
| 1871  | ?         | 6,0       | 5e        | 38 / 638  | 38  | Léon Gambetta   |
| 1876  | 1 359 435 | 18,4      | 2e        | 98 / 533  | 60  | Léon Gambetta   |
| 1877  | ?         |           | 1er       | 148 / 533 | 50  | Léon Gambetta   |
| 1881  | 2 678 678 | 37,3      | 1er       | 204 / 545 | 56  | Léon Gambetta   |
| 1885  | 1 744 490 | 22,0      | 2e        | 168 / 584 | 36  | Henri Brisson   |
| 1889  | 2 974 565 | 37,4      | 1er       | 216 / 578 | 133 | Charles Floquet |

## Au Sénat

### Un groupe similaire à celui de la Chambre
De 1876 à 1885, le groupe sénatorial de l'Union républicaine est l'exact équivalent du groupe du même nom à la Chambre. Par la suite, il devient le principal groupe parlementaire des sénateurs de l'Alliance démocratique.

### Orientation progressive au centre et à droite
En 1927, le groupe, présidé par Antony Ratier, compte parmi ses membres des personnalités comme Raymond Poincaré, Paul Doumer, Alexandre Millerand, Frédéric François-Marsal, Justin Germain Casimir de Selves, Hippolyte Morellet.
D'autres sénateurs, proches ou membres de l'AD et issus de la mouvance radicale indépendante, constituent en 1932 le groupe de l'Union démocratique et radicale.
Son orientation devient progressivement libérale et centriste.